# They Ain't Ready
They Ain't Ready è un singolo della cantante statunitense Becky G, pubblicato il 13 aprile 2020.

## Video musicale
Il video musicale, diretto da Daniel Duran, è stato pubblicato il 13 aprile 2020 in concomitanza con l'uscita del singolo.

## Tracce
Testi e musiche di Atia Boggs, Dwayne Chin-Quee, Gabriel Blizman, Josh P Shullman e Theron Thomas.
1. They Ain't Ready – 3:29

## Formazione
Musicisti
- Becky G – voce
- Gabriel Blizman – chitarra

Produzione
- Dwayne Chin-Quee – produzione
- Gabriel Blizman – produzione
- Josh P Shullman – produzione
- Benjamin Rice – produzione vocale, registrazione
- Dave Kutch – mastering
- Niko Marzouca – missaggio
- Robert Marks – missaggio